# Râul Hooghly

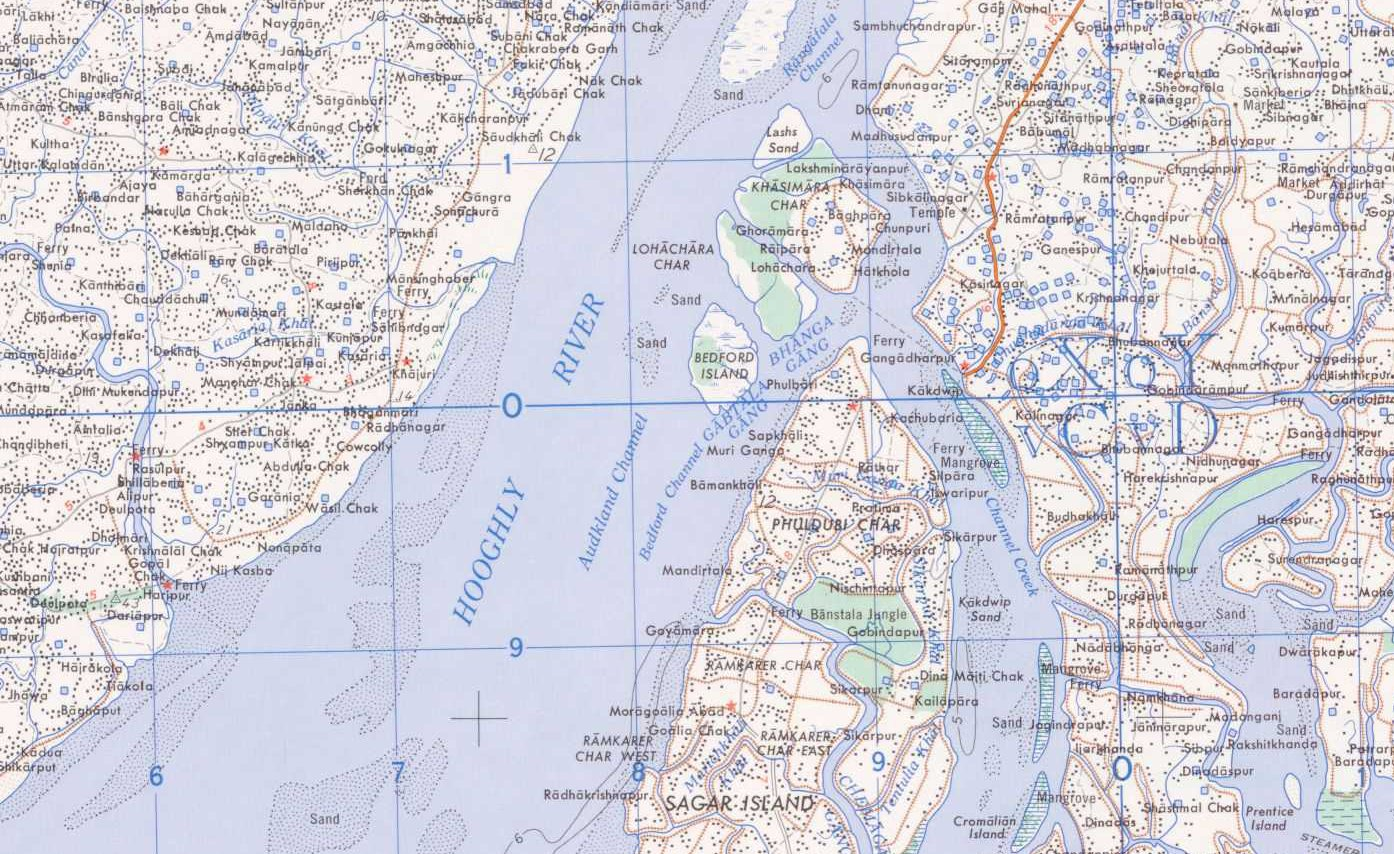
Harta râului Hooghly

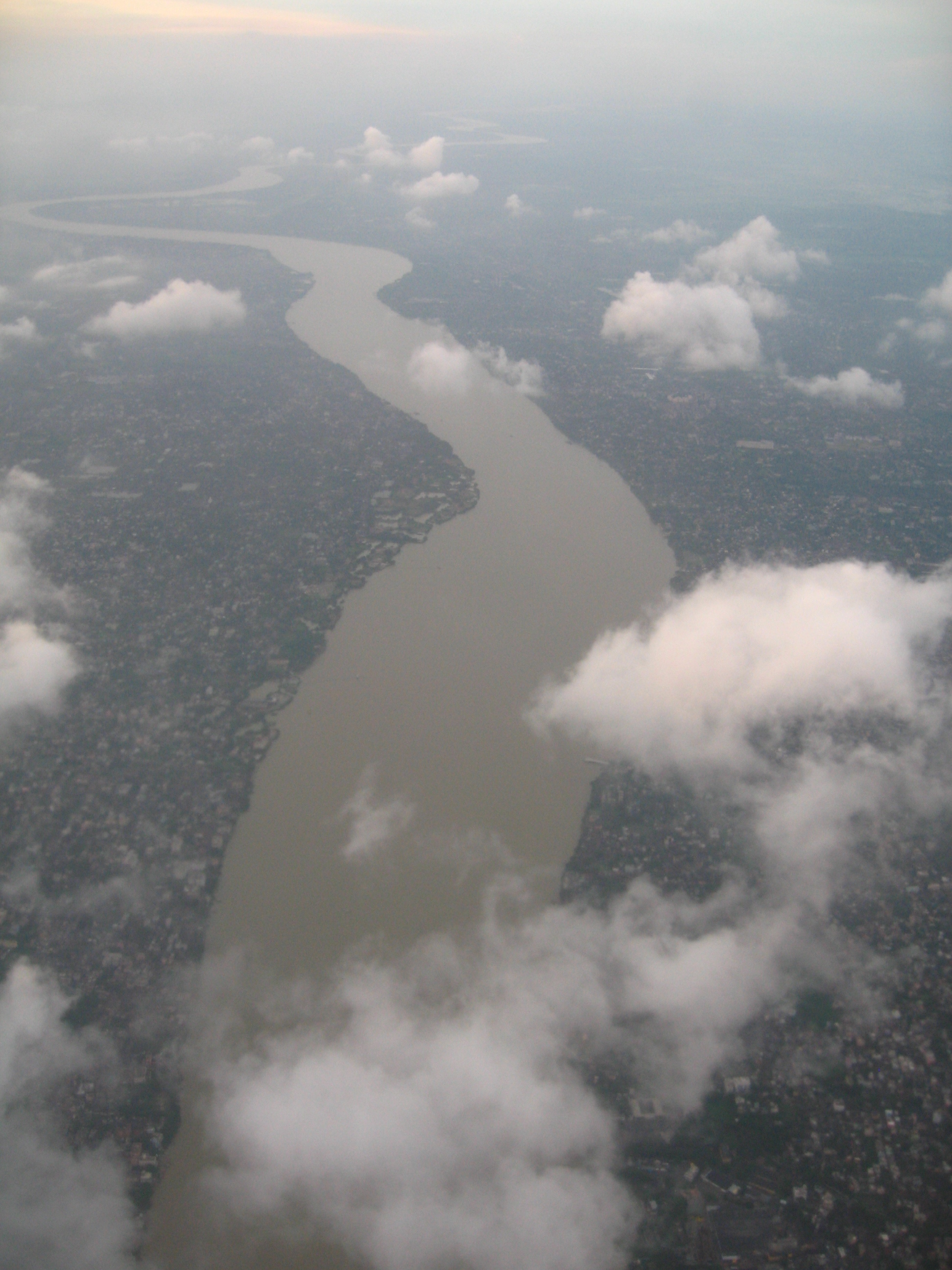
Râul Hooghly văzut de deasupra orașului Bally, Howrah.

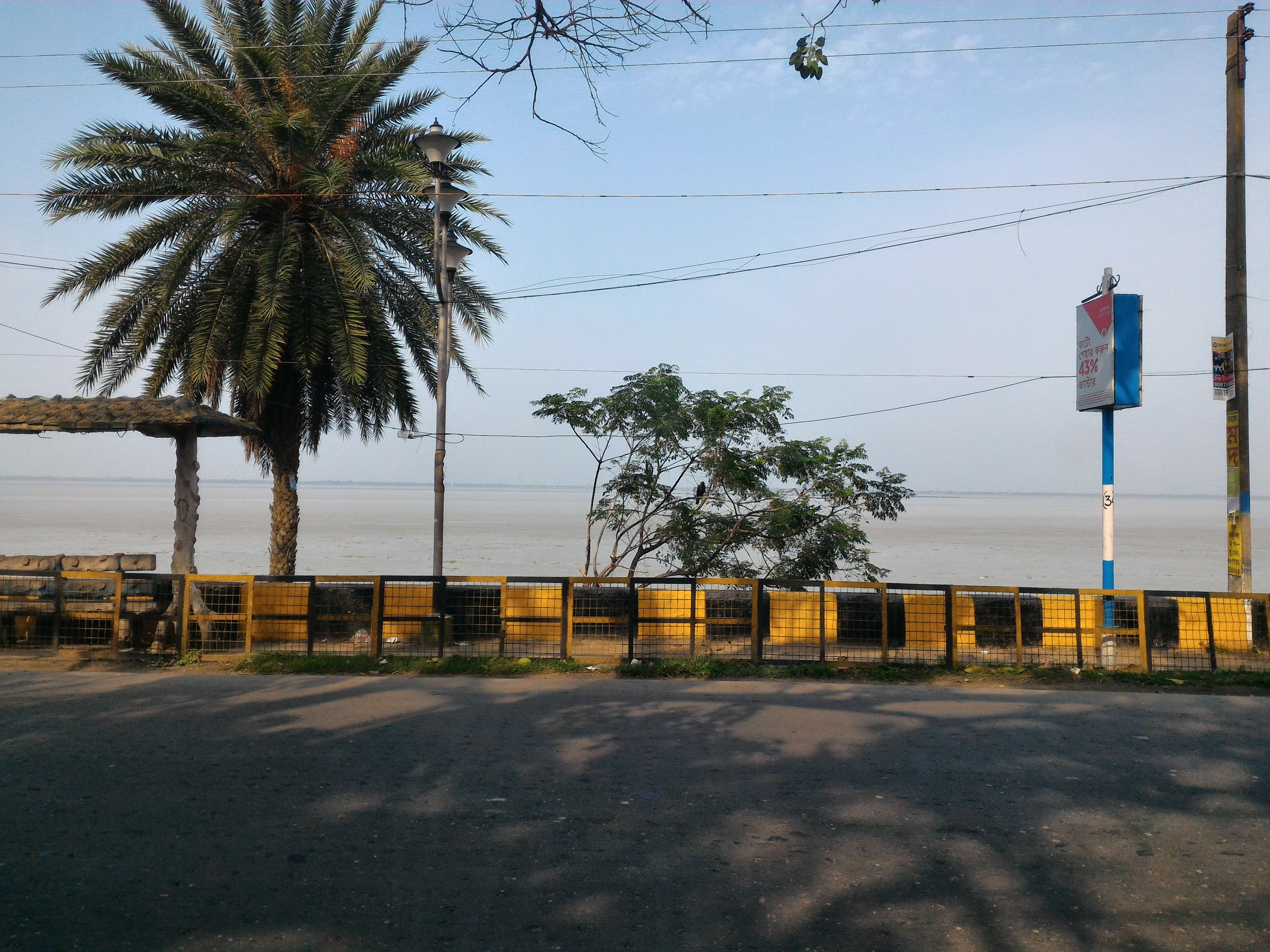
Râul Hooghly în apropiere de Diamond Harbour.

Râul Hooghly (în bengaleză হুগলী নদী) (Hugli; scris anglicizat alternativ Hoogli sau Hugli) sau Bhāgirathi-Hooghly, este un afluent cu o lungime de aproximativ 260 de kilometri al fluviului Gange în Bengalul de Vest, India. Se desparte de Gange printr-un canal în districtul Murshidabad la Barajul Farakka. Orașul Hugli-Chinsura, anterior Hooghly, este situat de-a lungul râului, în districtul Hooghly. Originea numelui Hooghly este necunoscută, fără a se ști dacă orașul sau râul a primit acest nume primul.